# Panjang (Kedungadem)
Panjang is een bestuurslaag in het regentschap Bojonegoro van de provincie Oost-Java, Indonesië. Panjang telt 3399 inwoners (volkstelling 2010).